# Jetstream Express
Jetstream Express – brytyjska linia lotnicza założona 1 maja 2007 przez firmę Jetstream Executive Travel Limited. Rozpoczęła loty krajowe z Blackpool do Belfastu (lotnisko City im. George'a Besta), Aberdeen i Southampton. Jednak już w czerwcu 2007 linia zawiesiła wykonywanie lotów jako nieopłacalne.

## Połączenia
Jetstream Express obsługiwała:
- Anglia
  - Blackpool (port lotniczy Blackpool) – węzeł)
  - Southampton (Port lotniczy Southampton)
- Szkocja
  - Aberdeen (port lotniczy Aberdeen)
- Irlandia Północna
  - Belfast (port lotniczy Belfast-City George Best)

## Flota
Jetstream Express eksploatowała 4 samoloty BAe Jetstream 31 zarejestrowane przez Jetstream Executive Travel Limited (G-JXTA, G-BYYI, G-PLAH, G-PLAJ).